# Gimnopèdies
Les Gimnopèdies (en grec antic: Γυμνοπαιδία, literalment 'festa dels nens nus') eren una festivitat religiosa celebrada durant l'estiu a Esparta en honor de Leto i dels seus fills, Apol·lo i Àrtemis.
La festa, celebrada al mes de juliol, consistia essencialment en balls i exercicis executats pels joves espartans entorn d'estàtues dels déus en qüestió, situades en el cor (χορός) de l'àgora. S'enfrontaven cors d'adolescents, efebs i joves adults en balls que imitaven els exercicis de la palestra, completament nus, davant els altres lacedemonis, periecs i hilotes. Els fadrins de més de trenta anys restaven, en canvi, exclosos de l'assistència.
Les Gimnopèdies no eren més que unes festivitats religioses. L'espartà Megil, a Les lleis de Plató (I, 633), diu que eren un «temible enduriment (...), de temibles exercicis de resistència que cal suportar amb la violència de la canícula».
El músic francès Erik Satie va compondre (1888) una sèrie de tres obres per piano intitulades Gymnopédies, inspirades en aquesta festa de la dansa espartana.